# 高野三郎
高野 三郎（たかの さぶろう、1910年10月12日 - 1989年3月3日）は、日本の作家、高橋三千綱の父。本名・高橋三郎。大阪府大阪市出身。

## 経歴
関西大学中退。米問屋の若旦那だったが、1951年、作家を志し、家族を連れて上京。大衆作家として活動を開始するも、1956年、「保証被り」により莫大な借金を背負い、実家の財産も失う。
将棋を得意とし、升田幸三がモデルの「将棋一刀斎」を書いたが、その後は実用書の執筆が主になる。1978年、三千綱が芥川賞を受賞。
1989年3月3日午後1時58分に心不全のため、八王子医療センターで死去（享年78歳）

## 著書
- 鈴木梅太郎 ビタミンBの発見者　ポプラ社 1954 (偉人伝文庫)
- 艶婦艶剣 姐妃のお百の巻  文芸評論社 1957
- 将棋一刀斎（正・続） 穂高書房 1958
- 山女魚・岩魚・鮎 渓流釣りの技術と釣り場 鶴書房 1964
- 女の話に強くなる本 日本文芸社 1964
- 自分を2倍に楽しくする本 日本文芸社 1965
- 欧米式・大穴馬券戦術 科学的競馬必勝法 明文社 1971
- ユダヤ式数霊馬券術 ユダヤの数の不思議が生んだ 東京スポーツ新聞社 1972
- 出目の数霊馬券統計学 ユダヤ5000年の知恵 東京スポーツ新聞社 1973
- 大当り馬券戦術 “九星"の神秘できまる! 明文社 1975
- 騎手の出目研究 騎手できまる馬券学入門! 東京スポーツ新聞社 1977.5
- 息子よ野武士のように起て 文化創作出版 1981.10